# Ливера (окръг Кирения)
Ливера̀ (на гръцки: Λιβερά; на турски: Sadrazamköy) е село в Кипър, окръг Кирения. Според статистическата служба на Северен Кипър през 2011 г. селото има 170 жители.
Де факто е под контрола на непризнатата Севернокипърска турска република.

## Галерия
- Църквата Св. Константин